# 임곡초등학교
임곡초등학교는 대한민국 광주광역시 광산구 임곡동에 있는 공립 초등학교이다.

## 학교 연혁
- 1923년 9월 27일 임곡공립보통학교 개교
- 1938년 4월 1일 임곡공립심상소학교로 개칭[1]
- 1941년 4월 1일 임곡공립국민학교로 개칭[2]
- 1958년 9월 1일 임곡국민학교로 개칭
- 1981년 3월 15일 병설유치원 개원
- 1993년 3월 1일 등임분교장 본교 예속[3]
- 1995년 2월 28일 등임분교장 통폐합
- 1996년 3월 1일 임곡초등학교로 개칭[4]
- 2023년 12월 29일 제99회 졸업식(5명, 누계 7361명)
- 2025년 1월 2일 제100회 졸업식(6명, 누계 7367명)
- 2025년 3월 1일 제44대 김현덕 교장 부임

## 학교 상징
- 교화 - 동백꽃 : 정열, 명예, 조화
- 교목 - 소나무 : 청렴, 인내, 영원불변
- 교색 - 녹색 : 희망, 이상, 성장

## 통학 구역
- 광산구 임곡동 등임(1통~3통), 산막(4통~5통,27통), 고룡(6통~8통), 신룡(9통~10통), 두정(11통~13통), 임곡(14통~19통), 광산(20통~23통), 오산(24통~25통), 사호(26통)

## 참고 자료
- 임곡초등학교 - 한국교육학술정보원 학교알리미